# Taina Impiö
Taina Itkonen (née Impiö le 10 avril 1956) est une ancienne fondeuse finlandaise.

## Championnats du monde
- Championnats du monde de ski nordique 1978 à Lahti 
  -  Médaille d'or en relais 4 × 5 km.